# Végtelen útvesztő
A Végtelen útvesztő (eredeti cím: Escape Room) 2019-ben bemutatott amerikai misztikus-thriller, melynek rendezője Adam Robitel, forgatókönyvírója Bragi F. Schut és Maria Melnik. A főszerepben Taylor Russell, Logan Miller, Deborah Ann Woll, Tyler Labine, Jay Ellis és Nik Dodani látható.
Az Amerikai Egyesült Államokban 2019. január 4-én mutatta be a Sony Pictures Entertainment, míg Magyarországon január 3-án szinkronizálva, az InterCom Zrt.
Általánosságban vegyes véleményeket kapott a kritikusoktól, akik dicsérték a hangulatot és a szereposztást, de kritizálták az ismerős cselekményrészeket és annak kudarcait. A Metacritic oldalán a film értékelése 48% a 100-ból, ami 26 véleményen alapul. A Rotten Tomatoeson a Végtelen útvesztő 49%-os minősítést kapott, 140 értékelés alapján. Bevételi szempontból sikeresen teljesített, a 9 milliós költségvetésével szemben összesen több mint 154 millió dollárt gyűjtött világszerte. Elkészítették a film folytatását Végtelen útvesztő 2. – Bajnokok csatája címmel, melyet 2021 nyarán mutattak be.
A film fejlesztése 2017. augusztusában kezdődött, „A labirintus” címmel. A forgatás Dél-Afrikában történt 2017 végén és 2018. januárja között.
Egy fiatalokból álló csoport menekülési helyiségek sorozataiban találja magát, melyet ha nem teljesítenek időben, borzalmas következmények áldozataivá válnak.

## Cselekmény
Chicago, Illinois.
A fizikaszakos hallgató Zoey, meghívást kap, hogy részt vegyen a „szabadulószoba” nevezetű játékban, Ben, Jason, Amanda, Mike és Danny mellett, a 10 ezer dolláros nyeremény érdekében. Ahogy mindenki megérkezik a létesítmény várótermébe, észreveszik, hogy be vannak zárva, amivel a játék már kezdetét vette. Nyomokat kezdenek keresgélni, Zoey a Fahrenheit 451-es kombinációját alkalmazva véletlen aktivál egy fűtés-csapdát; a hő egyre jobban fokozódik, de Zoey időben feltár egy szellőzőnyílást az asztalon lévő italalátétek lenyomásával. Amint a játékosok végigkúsznak a nyíláson, Amanda leblokkol a korábbi Iraki háborús stresz szinrdómája miatt. Mindenkinek sikerül kimenekülnie, mielőtt a helység lángokba borulna.
A következő szoba egy téli kabin, ahol az ajtót hét betűs kombinációval zárták be. Azt az utalást fedezik fel a falon, hogy „történelmet fogsz írni”. A szoba rejtett nyomai visszaemlékezést váltanak ki Ben-ből; korábban ittas állapotban vezetett a barátaival, a „Rudolph the Red-Nosed Reindeer” dalt énekelve, és végül balesetet szenvedtek. A fiú a „Rudolph” szót javasolja az ajtó kinyitásához. A csoport egy hideg-fagyos tóhoz hasonló szobába jut át. Zárt vasajtót fedeznek fel és egy piros kabátot, melyet felváltva használnak. Mike horgászbotot talál a fa tetején, amelyhez mágnest rögzítve egy jégblokkba fagyott kulcsot halásznak ki a tóból. Nem sokkal később Danny alatt beszakad a jég és megfullad, a többi játékos pedig kénytelen megolvasztani a jégtömböt a testük melegével, hogy kiolvadjon a kulcs. Jason közben a piros kabátban visszaemlékezik egy régi történetre – a fagyos tengeren rekedt a barátjával a csónakban, és csak az egyikőjük tudta túlélni a hideget; a játékosok végül kiolvasztják a kulcsot, aktiválnak egy átjárót a vasajtó kulcslyukán lévő zár elfordításával és megmenekülnek, miközben a jég felrobban és beszakad.
Az öt játékos egy feje tetejére állt biliárdbárba jut, és a „Downtown” című dal játszódik folyamatosan. Ahogy a zene leáll, a padlózat egy része leesik a mélybe, és látják, hogy egy liftakna jelent meg. Zárt széfet találnak a bárpultnál, a biliárdasztalon pedig hiányzik a 8-as számú golyó, amely a következő szoba ajtaját nyitja. Zoey visszaemlékezik a repülőgép-szerencsétlenségének bekövetkezésére és rájön, hogy a kirakós nyomai is fejjel-lefelé vannak készítve. Amanda megszerzi a 8-as golyót a széfből, de véletlenül a szakadozó padlóra esik. Feláldozza magát – a golyót Jason kezébe dobja, mielőtt a halálba zuhan.
A maradék négy játékos hat ágyas kórházi osztályra jut, és rájönnek, hogy minden játékos egyedüli túlélő volt korábban; Zoey túlélte a repülőgép-szerencsétlenséget; Jason a csónakbalesetet; Ben az autóbalesetet; Mike a bányászati tragédiát; Danny a szén-monoxid mérgezést; Amanda pedig az iraki robbanást. Rájönnek, hogy az egész játék a traumatikus eseményeiken alapul, amiket már átéltek. Ezután arra a következtetésre jutnak, hogy az EKG gép kinyitja az ajtót a következő szobához. Jason véletlenül megöli Mike-ot egy defibrillátorral, hogy kinyithassa az ajtót. Ahogy a szoba gázzal töltődik meg, Jason csatlakoztatja magát az EKG-hez, majd a gáz leviszi a pulzusszámát 50 alá, ekkor megnyit egy folyosót. Zoey sikeresen elpusztítja az összes kamerát, Jason és Ben kimenekülnek, de a lány nem hajlandó tovább folytatni, és összeesik a gáztól.
Ben egy optikai illúziókkal és stroboszkóp lámpákkal fedett szobába lép, ahol megvádolja Jason-t a többiek iránti, önző figyelmen kívül hagyása miatt. Kiderül róla, hogy a csónakbalesetet csak úgy tudta túlélni, hogy megölte a szobatársát a kabátjáért. Találnak egy nyílást a padlóban, de a hallucinogén szertől mindketten bekábulnak, miközben a szoba forogni kezd. Ben rátalál az ellenszerre, majd az egyetlen adagért folytatott küzdelemük során eltörik a lába, Jasonnel pedig végez. Ben befecskendezi magának, és egy tanteremhez hasonló szobába jut át a nyíláson. A falak kezdenek összezáródni, végül megoldja a rejtvényt, és elkerüli a halált.
Közben a kórházi szobában, fegyveres Minos-alkalmazottak lépnek be hazmat-felszerelésben, hogy elpusztítsák a bizonyítékokat. Zoey, miután túlélte a titkokban használt oxigénmaszk segítségével, megöli őket. Magához vesz egy fegyvert, elhagyja a szobát, és egy karbantartási területre megy.
Ben ezután találkozik a Játékmesterrel, aki irányította és készítette a szobákat. Elmagyarázza a verseny valódi természetét: játékosok – főiskolai sportolók, kímélők, egyedüli túlélők, hírességek stb. – a megosztott tapasztalatokkal vonzza őket, és a gazdag nézők fogadnak, hogy ki marad életben. Ezt követően a Játékmester megpróbálja megölni Ben-t, hogy megőrizze a játék titkait és a nyilvánosság előtt ki ne derüljön, de Zoey megérkezik. Ő és Ben megölik a Játékmestert, majd elhagyják a helyet. Amíg Ben gyógyul a kórházban, Zoey megpróbálja elmagyarázni az eseményeket a rendőrségnek, de a létesítmény összes bizonyítéka szőrén-szálán eltűnik.
Hat hónappal később, Zoey elmondja Bennek, hogy a többi játékos halálát mindennapi balesetként rendezték meg, ekkor beleegyezik abba, hogy csatlakozzon hozzá a New Yorkba tartó járatra, a Minos cég megállítása miatt. Azonban a Minos és a titokzatos kirakós-készítő már arra készül, hogy új halálos csapdákat csináljon.

## Szereplők
| Szerep                          | Színész               | Magyar hang   |
| ------------------------------- | --------------------- | ------------- |
| Zoey Davis                      | Taylor Russell        | ?             |
| Ben Miller                      | Logan Miller          | Baráth István |
| Amanda Harper                   | Deborah Ann Woll      | Dobó Enikő    |
| Mike Nolan                      | Tyler Labine          | Mészáros Máté |
| Jason Walker                    | Jay Ellis             | Horváth Illés |
| Danny Khan                      | Nik Dodani            | Ágoston Péter |
| Li nyomozó                      | Kenneth Fok           | Géczi Zoltán  |
| A játékmester                   | Yorick van Wageningen | Mertz Tibor   |
| További magyar hangok           |                       |               |
| Törköly Levente, Molnár Levente |                       |               |

## Fogadtatás
A "Végtelen útvesztő" 57 millió dollárt gyűjtött az Egyesült Államokban és Kanadában, valamint 97,9 millió dollárt más területeken, így világszerte összesen 154,9 millió dollárt tudott termelni, amely a 9 millió dolláros költségvetésével szemben jó eredmény.
Az Amerikai Egyesült Államokban és Kanadában a filmet a megnyitó hétvégén 2,717 színházban vetítették le, várhatóan 10–14 millió dollárra tett szer. 7,7 millió dollárt termelt az első napon, amely 2,3 millió dollárt jelentett a csütörtök éjszakai nézésből. 18,2 millió dollárra debütált, ami meghaladta az elvárásokat és így a második helyen végzett az Aquaman mögött. A film 8,9 millió dollárt szerzett a második hétvégén, 51% -kal csökkent, és így a ötödik helyre leesett.

## Folytatás
2019. február 25-én bejelentették, hogy a folytatás aktívan fejlődik, és Adam Robitel visszatér mint rendező, Bragi F. Schut forgatókönyvíróval és Neal H. Moritz producerrel együtt. A tervek szerint a film 2020. április 17-én kerül bemutatásra.